# Chamaeleo chamaeleon
El camaleón común (Chamaeleo chamaeleon)  es una especie de lagarto iguanio de la familia Chamaeleonidae y único representante de su familia en Europa. En España puede encontrarse en puntos muy concretos de Andalucía, sur de la provincia de Alicante y en el parque natural de la Sierra de la Muela, Cabo Tiñoso y Roldán en las cercanías de Cartagena. Todos ellos en zonas muy próximas al mar, aunque también se han encontrado poblaciones de camaleón común en la provincia de Sevilla. En Portugal se encuentra en la zona del Algarve. Asimismo aparece en Malta, Italia y en Creta. También está presente por toda la costa mediterránea africana y el sur de Anatolia. Su hábitat son los pinares o la maquia mediterránea cercanos a humedales, donde abundan los insectos y mosquitos, la base de su alimentación.

## Descripción

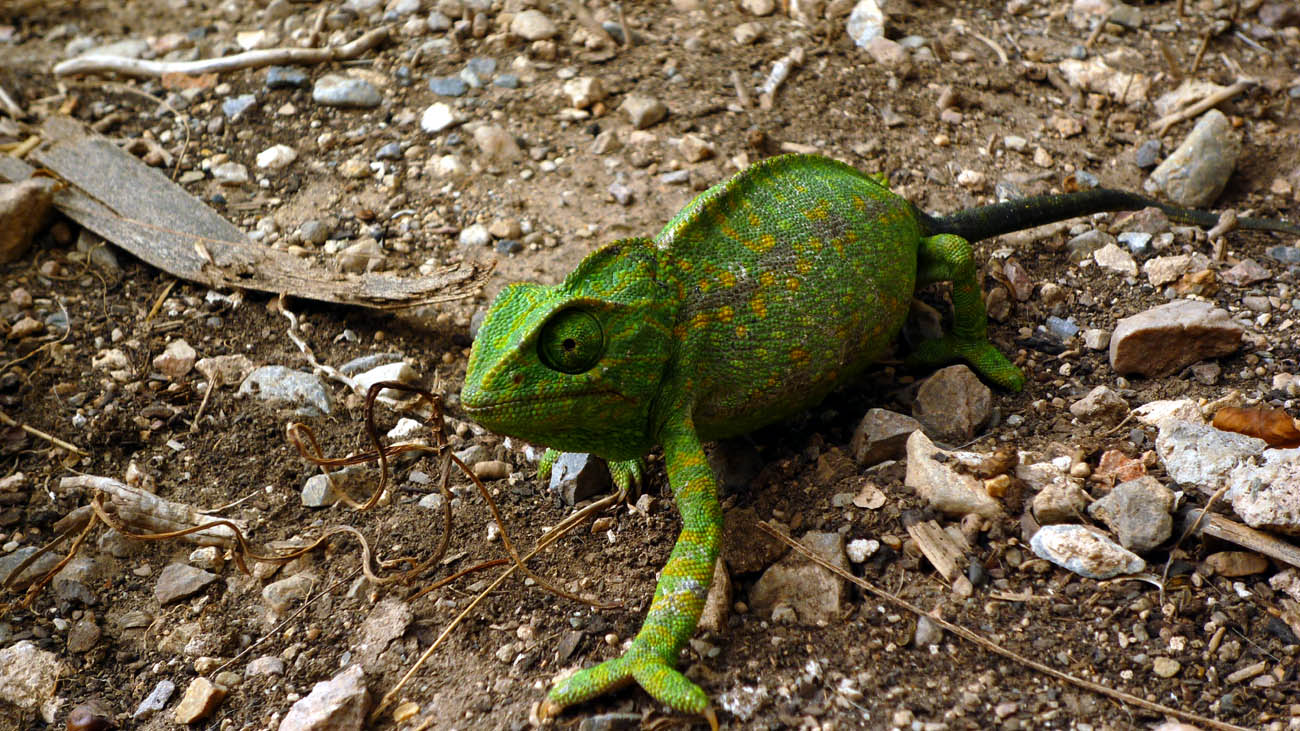
Camaleón en el suelo.

El camaleón común es una especie típica en su género, del clima mediterráneo. Mide alrededor de 30 centímetros.
El camaleón común está adaptado a la vida arborícola. Cuenta con dedos oponibles y cola prensil (motivo por el cual la cola no puede desprenderse del cuerpo). Posee una lengua larga, pegajosa y retráctil con la que atrapa a sus presas a distancia. Sus ojos grandes y prominentes se pueden mover individualmente, dando al animal una visión estereoscópica. Los ojos están protegidos por un párpado rígido con una pequeña abertura. En la parte trasera de la cabeza se encuentra una cresta semicircular, similar a la de otros camaleones y a la de los ceratopsios. Los camaleones pueden estrechar o ensanchar el cuerpo considerablemente.[cita requerida]
En cuanto al color, es variable. Normalmente tiene el cuerpo marrón, pero en la estación de celo los machos adquieren una tonalidad verde, las hembras adquieren un color azul negruzco cuando ya están listas para la puesta, y también cambian por muchas otras razones: para expresar su estado de ánimo, para camuflarse, para recibir mayor o menor radiación solar, etc.[cita requerida]

## Comportamiento
El camaleón común vive normalmente en los matorrales, pero a menudo baja al suelo, donde se desplaza con movimientos lentos y pesados. Su máxima actividad se desarrolla en las horas diurnas. Cuando es molestado se hincha y amenaza con la boca abierta. Es un animal solitario y territorial; acusadamente intolerante respecto a sus congéneres, excepto en el periodo de celo. Para marcar su territorio se sitúa en lugares donde puede ser visto con facilidad y, si aparece otro individuo, comienza una serie de movimientos de amenaza y cambios de coloración para disuadirlo. A mediados de otoño, con la bajada de las temperaturas, se aletargan y permanecen ocultos hasta la primavera siguiente, si bien se pueden observar algunos ejemplares aislados en la arena caliente. Los jóvenes se mantienen activos durante todo el año.
Hay que destacar que el camaleón común es el único reptil europeo con hábitos arborícolas.

## Reproducción
La hembra es ovípara y pone los huevos en un agujero excavado en el suelo cerca del matorral. Su actividad reproductora se desarrolla en el verano y a principio del otoño. El cortejo es muy simple y consiste en una persecución del macho a la hembra. Una vez fecundada, la hembra se muestra agresiva con los machos. La puesta de huevos se realiza en el mes de octubre. La hembra baja al suelo y deposita entre 7 y 40 huevos que eclosionan pasados de 9 a 11 meses en el verano siguiente.

## Subespecies
Actualmente se reconocen cuatro subespecies:
- C. c. chamaeleon (Linnaeus, 1758)
- C. c. musae Steindacher, 1900
- C. c. orientalis Parker 1938
- C. c. rectricrista Boettger, 1880